# هیه‌سان
هیه‌سان (به کره‌ای: 혜산시) یک شهر در کره شمالی است که در استان ریانگ‌گانگ واقع شده‌است.
شهر هیه‌سان در ساحل جنوبی رودخانه رود یالو و بر روی مرز بین‌المللی با چین می‌باشد. مرکز اداری شهرستان خودمختار چانگ‌بای کره‌ای در استان جی‌لین چین، «شهرک چانگ‌بای / جانگ‌بِک»، در ساحل شمالی این رود، روبروی شهر هیه‌سان قرار گرفته است. این دو شهر با پل ماشین‌رو موسوم به «پل بین‌المللی جانگ‌هیه» (کره‌ای: 장혜국제대교) به هم متصل‌اند.
در طول جنگ کره، مخصوصا در فاز دوم آن، بین ماه‌های سپتامبر تا نوامبر ۱۹۵۰ میلادی، که قوای تحت لواء سازمان ملل متحد  به رهبری آمریکا در تلاش برای اشغال نیمهٔ شمالی کره و «عقب‌گرداندن» حاکمیت مستقل کمونیستی در کره بودند، هیه‌سان شمالی‌ترین نقطه، و تنها نقطه با مرز با چین، در کره بود که به اشغال این قوا درآمد. البته این اشغال طول زیادی نکشید و پس از آن، قوای «ارتش داوطلب خلق» متعلق به چین در جنگ دخالت کرده و قوای تحت لواء سازمان ملل متحد را به جنوب راندند.
در طول قرن ۲۰ و ۲۱ میلادی، این شهر، مرکزی مهم برای قاچاق و تبادل کالا بین دو کشور بوده. در سال ۲۰۲۰ میلادی، به طبع شیوع بیماری کووید-۱۹، دولت کره شمالی این شهر را خانه‌نشین کرده و مرز را بست. پس از آن دوران، تدابیر و نظارت امنیتی بر روی مرز شدیدتر از گذشته شده است.

## خصوصیات
هیه‌سان ۲۷۷ کیلومترمربع مساحت و ۱۹۲٬۶۸۰ نفر جمعیت دارد.

## تقسیمات اداری
شهر هیه‌سان به ۲۵ ناحیه و ۴ روستای تابعه تقسیم شده است.
| - ‌ ناحیه‌ها - تاپسونگ (탑성동، T'apsŏng-dong) - چون (춘동، Ch'un-dong) - ریون‌بونگ یکم (련봉1동، Ryŏnbong 1-dong) - ریونگ‌بونگ دوم (련봉2동، Ryŏnbong 2-dong) - سونگ‌بونگ یکم (송봉1동، Songbong 1-dong) - سونگ‌بونگ دوم (송봉2동، Songbong 2-dong) - سونگهو (성후동، Sŏnghu-dong) - شین‌هونگ (신흥동، Sinhŭng-dong) - ریون‌دو (련두동، Ryŏndu-dong) - گانگان (강안동، Kangan-dong) - گانگگو (강구동، Kanggu-dong) - گومسان (검산동، Kŏmsan-dong) - ماسان یکم (마산1동، Masan 1-dong) - ماسان دوم (마산2동، Masan 2-dong) - ‌ وی‌یون (위연동، Wiyŏn-dong) | - ‌ ناحیه‌ها (ادامه) - هیه‌تان (혜탄동، Hyet'an-dong) - هیه‌جانگ (혜장동، Hyejang-dong) - هیه‌سان (혜산동، Hyesan-dong) - هیه‌شین (혜신동، Hyesin-dong) - هیه‌گانگ (혜강동، Hyegang-dong) - هیه‌میونگ (혜명동، Hyemyŏng-dong) - ‌ هیه‌هوا (혜화동، Hyehwa-dong) - هیه‌هونگ (혜흥동، Hyehŭng-dong) - یونهونگ (영흥동، Yŏnhŭng-dong) - یون‌پونگ (연풍동، Yŏnp'ung-dong) - روستاها - اونچونگ (운총리، Unch'ong-ri) - چانگان (장안리، Changal-li) - ‌روجونگ (로중리، Rojung-ri) - شینجانگ (신장리، Sinjang-ri) |